# Suhoj Su-38
Suhoj Su-38L je rusko propelersko agrikulturno letalo z batnim motorjem. Letalo je zasnovalo civilni odelek Suhoja - (CJSC). Razvoj se je začel leta 1992 na bazi aerobatičnega letala Suhoj Su-29. Potem se je zaradi ekonomskih problemov razvoj ustavil in se ponovno začel leta 1998. Sprva naj bi imel zvezdasti motor M-14, pozneje se namestili LOM Praha 337S z valji v vrsti.  Letalo ni dobilo veliko naročil, zato je v maloserijski proizvodnji

## Tehnične specifikacije(Su-38L)
- Posadka: 1
- Kapaciteta: 500L (132 US Gallon) razpršila
- Maks. vzletna teža: 1,200 kg (2,646 lb)
- Motor: 1 × LOM Praha 337S zračno hlajeni vrstni motor, 184 kW (247 KM)

- Maks. hitrost: 150–180km/h (81–97 vozlov, 93–112 mph)
- Največji dolet: 1 200 km (648 nmi, 745 mi)